# Favonigobius punctatus
Favonigobius punctatus är en fiskart som först beskrevs av Gill och Miller, 1990.  Favonigobius punctatus ingår i släktet Favonigobius och familjen smörbultsfiskar. Inga underarter finns listade i Catalogue of Life.